# Санкт-петербургский электробус
Петербургский электробус — система электробусного движения в Санкт-Петербурге. Фактически, в Петербурге действуют две системы: 
- Комбинированная (троллейбусно-электробусная), состоящая из 15 маршрутов СПб ГУП «Горэлектротранс» — используются троллейбусы и ТУАХ (электробусы с подзарядкой в движении).
- Автономная (чисто электробусная), состоящая из 2 маршрутов СПб ГУП «Пассажиравтотранс» — используются электробусы с «ночной» ONC-зарядкой в парке[1].

## История

### Электробусы
Первая опытная эксплуатация электробуса в С-Петербурге проходила в 2016 году. В марте 2019 года в коммерческую эксплуатацию на маршрутах были запущены 10 электробусов Volgabus «Ситиритм 12 ELF». 10 ноября 2022 года АО Группа Синара объявила о начале заводских испытаний новой модели электробуса Синара-6253, совместно с СПб ГУП «Пассажиравтотранс». В ноябре 2023 началось тестирование электробусов Yutong U12 и УТТЗ-6242.01 «Электрогород».
В октябре 2023 года дан старт строительству крупнейшего в городе электробусного парка «Ржевка», вместимостью на 400 машин. Первую очередь планирровали сдать в 2024 году, однако позже перенесли на следующий год. В ноябре 2023 года СПб ГУП «Пассажиравтотранс» объявил тендер на закупку первой партии электробусов для нового парка «Ржевка». Согласно аукционной заявке, предприятие ожидает поставку сорока электробусов. 
По состоянию на май 2025 года «Пассажиравтотрансом» эксплуатируются 43 электробуса — 28 «Сириусов», 11 Volgabus-5270.E0, а также купленные по результатам испытаний MAN 12C Lion's City 12E, Yutong ZK6126BEVG, БКМ E433 Vitovt Max Electro и УТТЗ-6242.01 «Электрогород». В тестовой эксплуатации находятся электробус с ночной зарядкой ЛиАЗ-6274 и КамАЗ-6282 ONC, планируется поступление модификации электробуса МАЗ-303E23.

### Троллейбусы ТУАХ
В конце 2017 года была начата оптимизация троллейбусной маршрутной сети и перевод части маршрутов на электротранстпорт с увеличенным автономным ходом (от 15—60 км). Для работы нового подвижного состава было принято решение продлить трассы существующих троллейбусных маршрутов в места, где отсутствует контактная сеть. Предварительно в ноябре-декабре этого года город получил первые троллейбусы с увеличенным автономным ходом (ТУАХ): Тролза-5265.02 и Тролза-5265.08 семейства «Мегаполис», а позже — белорусские АКСМ-32100D. 
В 2023 году город приобрёл троллейбусы с увеличенным автономным ходом ПКТС-6281.01 «Адмирал». В 2024 году в ГУП «Горэлектротранс» поступили 24 ТУАХ модели ВМЗ-5298.01 «Авангард» производства «Транс-Альфа» и 23 троллейбуса БКМ-32100 «Olgerd». В 2025 году прибыли 20 троллейбусов (ТУАХ) Синара-6254.
На конец 2023 года в ГУП «Горэлектротранс» числилось 257 троллейбусов с увеличенным автономным ходом (ТУАХ) По состоянию на осень 2024 года было 827 пассажирских троллейбусов, из них 287 ТУАХ.
На конец 2023 года в С-Петербурге действовало 13 маршрутов троллейбусов с увеличенным автономным ходом – это крупнейшая подобная маршрутная сеть ТУАХ в стране. По состоянию на март 2024 года действовало уже 14 маршрутов, под конец года сеть ТУАХ выросла до 15 маршрутов.

## Хронология развития сети
Первым маршрутом, обслуживаемым электробусами с динамической подзарядкой, стал троллейбус № 23 — его перезапуск состоялся 12 декабря 2017 года, в результате перенаправления трассы следования от метро «Старая Деревня» к улице Оптиков через Богатырский проспект. Первые месяцы эксплуатации электробусов с подзарядкой в движении в Санкт-Петербурге получили высокую оценку со стороны СПб ГУП «Горэлектротранс». Так, за месяц работы после запуска электробусов с подзарядкой в движении пассажиропоток маршрута № 23 вырос почти в 10 раз.
27 декабря 2017 года изменилась трасса троллейбусного маршрута № 41, продлённого в район жилой застройки «Балтийская Жемчужина».
С 12 февраля 2018 года троллейбусный маршрут № 2 продлён от метро «Комендантский проспект» до Глухарской улицы.
С 14 апреля по 15 декабря 2018 года, на время ремонта трамвайных путей на проспекте Авиаконструкторов, работал компенсационный троллейбусный маршрут № 12, обслуживавшийся электробусами с динамической подзарядкой.
В связи с ликвидацией контактной сети на конечной остановке «Казанский собор» по проекту «Чистое небо» в конце мая 2018 года состоялся перевод маршрута № 17 на троллейбусы с УАХ (позднее маршрут был спрямлён без выезда на набережную канала Грибоедова).
27 августа состоялся перезапуск маршрута № 18, который вместо Таллинской улицы перенаправлен до площади Академика Климова мимо станции метро «Лесная».
3 сентября перезапущен на динамические электробусы маршрут № 43 и продлён до конечной станции «Река Оккервиль».
В 2019 году СПб ГУП «Пассажиравтотранс» закупило первые 10 электробусов Volgabus-5270.E0. Электробусы с «ночной» ONC-зарядкой в парке заменили часть автобусов на маршруте № 128.
15 августа 2019 года перезапущен троллейбусный маршрут № 32 и продлён по односторонней петле через окончание Ленинского проспекта, Балтийский бульвар, улицу Маршала Казакова и начало проспекта Героев.
1 сентября 2019 года троллейбусный маршрут № 40 переведён на электробусы с динамической подзарядкой по причине отложенного переноса контактной сети после окончания реконструкции Богатырского проспекта. Сейчас на маршруте работают обычные «классические» троллейбусы.
16 марта 2020 года троллейбусный маршрут № 47 переведён на электробусы с динамической подзарядкой и продлён до станции метро «Московская» через Малую Балканскую и Белградскую улицу и железнодорожную платформу «Проспект Славы».
16 ноября 2020 года троллейбусный маршрут № 46 был продлён до платформы Сергиево по новому участку проспекта Ветеранов и проспекту Будённого, а с другой стороны до проспекта Народного Ополчения (троллейбусного парка № 1).
19 июня 2023 года после 3-летнего перерыва был запущен троллейбусный маршрут № 42. На него вышло 8 троллейбусов с увеличенным автономным ходом. Благодаря этому перезапуску, впервые с 23 октября 2007 года, троллейбусы пошли по Лиговскому проспекту.
20 июня 2023 года на автобусный маршрут № 127 в рамках испытаний вышел электробус модели ВМЗ-6215.02 «Орион», а 5 июля того же года на 127 маршрут вышел электробус модели БКМ Е433 Vitovt Max Electro.
Летом 2023 года «по просьбам жителей», часть электробусов с маршрута № 128 была переведена на маршрут № 7. 
30 октября 2023 года был запущен обновлённый (по полностью новой трассе) троллейбусный маршрут № 12. Маршрут связал Василеостровский, Адмиралтейский и Центральный районы. На линии работают троллейбусы с увеличенным автономным ходом. 
15 ноября 2023 года троллейбусный маршрут № 50 был продлён до Плесецкой улицы по Шуваловскому проспекту и проспекту Авиаконструкторов (обратно по Плесецкой, Нижне-Каменской и Глухарской улицам). На линию вышли троллейбусы с увеличенным автономным ходом. 
25 декабря 2023 года троллейбусный маршрут № 9 был изменён в части заезда на Морскую и Новосмоленскую набережные, Наличную улицу. На линию вышли троллейбусы с увеличенным автономным ходом. 
4 марта 2024 года троллейбусный маршрут № 21 был изменён (новая трасса: к/ст «Светлановский пр.» – Орлово-Денисовский пр). На линию вышли троллейбусы с увеличенным автономным ходом.  